# Der Herrscher des Central Parks
Der Herrscher des Central Parks (The Park is Mine) ist ein für das Fernsehen produzierter kanadischer Action-Thriller von Regisseur Steven Hilliard Stern, mit Tommy Lee Jones in der Hauptrolle. Das Drehbuch basiert auf dem Roman The Park is Mine von Autor Stephen Peters.

## Handlung
Mitch (Tommy Lee Jones) ist einer der Veteranen des Vietnam-Kriegs, die man nach ihrer Rückkehr in die Heimat in der Gesellschaft einfach nicht mehr Fuß fassen lässt. Einer seiner Kameraden aus der Vietnamzeit kommt damit noch weniger zurecht, und Mitch muss mitansehen, wie sich sein Kumpel aus Verzweiflung vom Dach eines Hauses stürzt. Als er einen Abschiedsbrief des Verstorbenen erhält, in dem dieser von seinem Plan schreibt, diese verhasste Gesellschaft durch einen aufsehenerregenden Coup, die Besetzung des Central Parks in New York City, aufzuschrecken, beschließt Mitch, diesen schon weit gediehenen Plan seines Kameraden zu vollenden. Das geht recht flott, denn die Vorbereitungen dazu sind schon abgeschlossen: der Park ist ausgekundschaftet, ein größeres unterirdisches Vorratslager ist mittendrin errichtet, Kabel (zu einer Unzahl an Sprengmitteln) sind verlegt. Nachdem Mitch alle Angaben überprüft und die Vorbereitungen besichtigt hat, kann es sozusagen gleich losgehen.
Mit meist pyrotechnischem Aufwand (da Mitch niemand verletzen oder gar töten möchte) gelingt es ihm rasch, alle Menschen aus dem Park zu vertreiben und die Polizei davon abzuhalten, ihn zu betreten. Jeder Versuch, „seinen“ Central-Park zu betreten, wird von ihm, auf einem Geländemotorrad von einer Sprengfalle zur nächsten eilend, vereitelt.
Der im Wahlkampf befindliche Bürgermeister kann nicht so durchgreifen, wie er gerne möchte, und es gelingt Mitch, die Bevölkerung auf sein Anliegen aufmerksam zu machen. Dabei ist ihm die Reporterin Valery (Helen Shaver) mit ihren Kontakten behilflich, die bald auf ihn aufmerksam wird, sich zu ihm in den Park durchschlagen kann und dort zu seiner Gefährtin wird.
Was bis dahin wie ein Spiel für Erwachsene aussieht, wird todernst, als der publicitysüchtige und verlogene Bürgermeister, um seinen Wahlkampf fürchtend, das überaus lästige Problem endlich vom Hals schaffen will und zwei gedungene, kleinkriegserfahrene Söldner, einen Holländer und einen Asiaten, auf Mitch ansetzt. Nun muss Mitch all seine Vietnamerfahrungen einsetzen, speziell im Kampf gegen den asiatischen Berufssoldaten lebt der Dschungelkrieg mit all seinen Gefahren wieder auf. Nun ist er der Gejagte und muss noch dazu auf Valery aufpassen, die er einmal nur wenige Zentimeter vor einer tödlichen Minenfalle stoppen kann.
Das Ganze entpuppt sich langsam als Höllentrip ums Überleben und endet fast in einer Katastrophe, denn Mitch muss sich den Killern stellen, um nicht selbst getötet zu werden. Einen Polizeihubschrauber, aus dem auf ihn geschossen wird, zwingt er mit Schüssen auf den Heckrotor zur Landung. Unmittelbar nachdem sich die Insassen retten konnten, explodiert dieser.
Polizist Eubanks (Yaphet Kotto) wird nun beauftragt, die Sache in die Hand zu nehmen, und schafft es, Mitch davon zu überzeugen, aufzugeben. Kurz bevor die Sache eskaliert, besinnt sich Mitch, kommt mit erhobenen Händen heraus und stellt sich der Polizei. Dabei wird er von einer großen Menschenmasse als Held gefeiert.

## Kritiken
- Cinema bezeichnete den Film als „moralinsaure Action ohne Biß und Witz“.[2]

- Jack Sommersby von eFilmCritic.com schrieb, dass Tommy Lee Jones durch den laienhaften und unsinnigen Stoff verschwendet werde („Amateurish, nonsensical material wastes the always-welcome Tommy Lee Jones.“)[3]

- Das Lexikon des internationalen Films meint: „Die Absicht, auf Probleme der Vietnam-Veteranen hinzuweisen, wird durch zahlreiche Actionszenen unterlaufen, die auf unkritische und oberflächliche Weise Beifall für die Kämpferqualitäten amerikanischer Soldaten fordern.“[1]

- Prisma merkt an, „Regisseur Steven H. Stern hätte dieses Drama mit Tommy Lee Jones in der Rolle des desillusionierten Vietnam-Veterans durchaus bissiger drehen können. Denn nach gutem und actionreichem Beginn verflacht der Film zum Ende hin zusehends. An Tommy Lee Jones liegt das allerdings nicht, denn er macht einen guten Job.“[4]

## Hintergrundinfo
- Der Film war eine Koproduktion von International Cinema Corporation, Astral Film Enterprises und Ramble Film Productions im Verleih von Home Box Office (HBO) Television.

- Die Musik zum Film stammt aus der Feder der zur damaligen Zeit in den USA sehr erfolgreichen und bekannten Elektronik-Rock-Gruppe Tangerine Dream in der Besetzung Froese/Franke/Schmoelling und wurde schon 1984 nach ihrer Poland Tour aufgenommen. Kurz nach Fertigstellung des Score (1985) stieg Johannes Schmoelling wegen Überarbeitung aus der Band aus und widmete sich seiner Sololaufbahn.

- Für einen Fernsehfilm hatte Der Herrscher des Central Parks für die damalige Zeit das recht hohe Budget von rund 4 Millionen US-Dollar.